# Alexander K. Ammer
Alexander K. Ammer (* 19. Juli 1968 in München) ist ein deutscher Filmemacher, Publizist und Schriftsteller. Seit 2002 engagiert sich Ammer publizistisch für die Erinnerung an den Aufstand vom 17. Juni 1953 in Halle (Saale). Schwerpunkt liegt darauf die erhaltenen Einzelbilder von Filmaufnahmen seines Vaters Albert Ammer der Öffentlichkeit bekannt zu machen. Die Bilder wurden durch seine Arbeit Bestandteil zahlreicher Wanderausstellungen, Publikationen, Kunstprojekten und Filmdokumentationen.

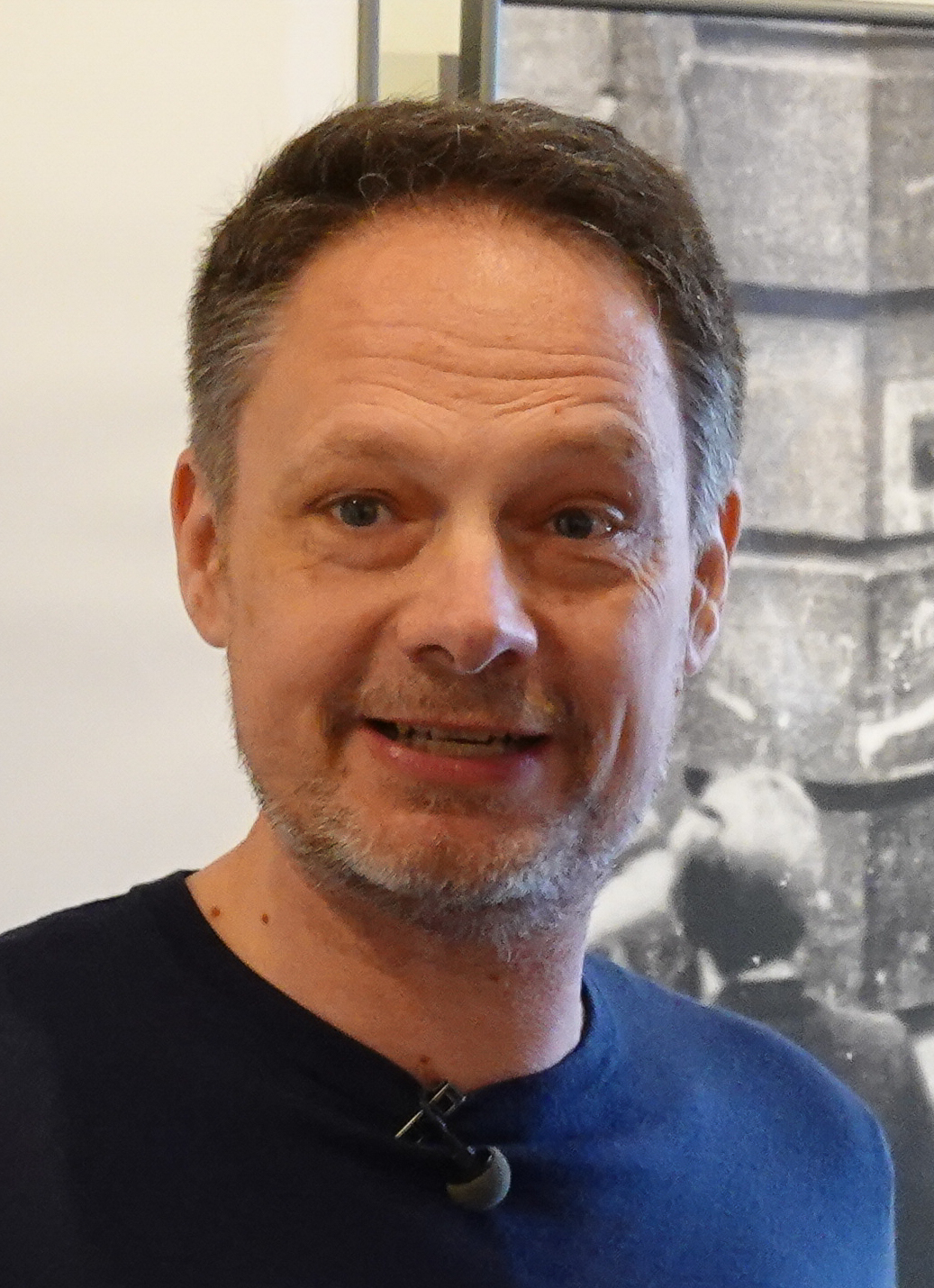
Alexander K. Ammer bei Ausstellungseröffnung 17. Juni 2023 in Halle (S.)

2023 veröffentlichte Ammer den historischen Roman Alberts Bilder bleiben 1916–1959. Der Roman erzählt anhand von originalen, historischen Bild- und Filmaufnahmen das abenteuerliche Leben seines Vaters, des Kameramanns Albert Ammer, der für seine Filmaufnahmen vom 17. Juni 1953 zum Staatsfeind der DDR wurde.

## Leben
Alexander K. Ammer wurde als Sohn von Albert Ammer (1916–1991) und Jutta-Regina Ammer, geborene Lau (1931–2019) geboren. Albert Ammer war Filmkameramann, Jutta-Regina Ammer Fotografin. Sein Bruder ist der Schriftsteller und Hörspielmacher Andreas Ammer. Alexander K. Ammer ist Absolvent der Hochschule für Fernsehen und Film (HFF) in München. Für den Dokumentarfilm Über Giesing (1991) gewann Alexander K. Ammer, zusammen mit den Co-Regisseuren Quang Bobrowski und Walter Wehmeyer zahlreiche Auszeichnungen. Der Film trägt das Prädikat „besonders wertvoll“. Bereits 1993 drehte Alexander K. Ammer eine Dokumentation über Naturschutz entlang der ehemaligen innerdeutschen Grenze. Dieser Film Natur im Todesstreifen oder Management für die Natur lief im Fernsehen und bei mehreren Filmfestivals. Alexander K. Ammers Abschlussfilm an der HFF über die Provinz British Columbia in Kanada Land of the Raven wurde im deutschen und US-Fernsehen ausgestrahlt. Die Kamera führte Thomas Schadt.
An der Media School der Indiana University Bloomington, USA erwarb er den Master of Arts Abschluss. Ammer arbeitete einige Jahre in Los Angeles im Filmmarketing für Hollywood-Produktionen. Von 1998 bis 2020 war Alexander K. Ammer als Strategie-Berater tätig. Als Leiter IT-Strategie und Experte für digitale Transformation wirkt er als Redner auf internationalen Konferenzen. Über seine Erfahrungen als Führungskraft und Head of Recruiting/Staffing in der Region Zentraleuropa veröffentlichte Ammer 2021 einen Ratgeber und Karriereführer der in Deutsch und Englisch erhältlich ist. Seitdem wirkt Ammer auch als Coach für Bewerbungen und berufliche Neuorientierung.
2001 wirkte Alexander K. Ammer zusammen mit seiner Mutter Jutta-Regina Ammer als Co-Kurator für die erste Ausstellung über das fotografische Werk von Albert Ammer. Die Ausstellung wurde im Museum für Angewandte Kunst in Gera präsentiert. Seit 2002 unterstützt Alexander K. Ammer die Veröffentlichung der erhaltenen Einzelbilder der Filmaufnahmen von Albert Ammer und Jutta-Regina Lau vom Aufstand des 17. Juni 1953 mit den korrekten historischen Fakten. Mehrere Ausstellungen und Publikationen zeigen diese einzigartigen Bilddokumente für die Albert Ammer im DDR-Gefängnis saß.
2023 veröffentlichte Alexander K. Ammer den historischen Roman Alberts Bilder bleiben 1916–1959. Der Roman erzählt das abenteuerliche Leben seines Vaters, des Kameramanns Albert Ammer, der für seine Filmaufnahmen vom 17. Juni 1953 zu drei Jahren DDR-Gefängnis verurteilt wurde. Der Roman endet mit der Flucht Albert Ammers nach seiner Verbüßung der Strafe in die Bundesrepublik Deutschland. Der biografische Roman integriert 81 originale schwarz-weiß Aufnahmen von Albert Ammer und schildert deren Entstehungsgeschichte.
Zum 70. Jahrestag des Aufstandes vom 17. Juni 1953 im Jahr 2023 unterstützte Alexander K. Ammer ARD und ZDF bei historischen Dokumentationen, welche die erhaltenen Filmaufnahmen vom Aufstand des 17. Juni 1953 in Halle (Saale) dokumentarisch und erstmals filmisch aufarbeiten und präsentieren. Die erhaltenen Einzelbilder aus dem Filmmaterial von Albert Ammer zeigen einen zeitweisen „heiteren Aufstand“ und Stunden der Hoffnung am 17. Juni 1953 in Halle (S.). Für die Terra-X Dokumentation des ZDF „Kampf um die Freiheit – Fünf Anläufe zur Demokratie“ wurden erhaltene Einzelaufnahmen von Albert Ammers Film vom 17. Juni 1953 erstmals neu-animiert und in deren geschichtlicher Bedeutung dargestellt.
Alexander K. Ammer berichtete im Juni 2023 in der Filmdokumentation ARD-History Aufstand der Frauen von Sabine Michel über die dramatischen Dreharbeiten zu den Filmaufnahmen vom 17. Juni 1953 von Albert Ammer und Jutta-Regina Lau und über die oft übersehene Rolle von Frauen beim Volksaufstand. Ammer führte in einem Podcast von MDR-aktuell zu den originalen Drehorten der Filmcrew vom 17. Juni 1953 in Halle (S.). Die Themen Mut, Hoffnung und Sehnsucht nach Freiheit am 17. Juni 1953 thematisiert Ammer in einer Publikation für die Bundeszentrale für politische Bildung.
Für die Gedenkstätte des Roten Ochsen in Halle (Saale) kuratierte Ammer die Ausstellung „Zwischen den Welten: Der Fotograf und Kameramann Albert Ammer“. Die Fotoausstellung präsentiert erstmals in großformatigen Bildern die Aufnahmen Albert Ammers vom 17. Juni 1953 vor dem Roten Ochsen und in der Hallenser Innenstadt. Weitere Fotografien vom Mansfelder Bergbau in Eisleben, aufgenommen in mehr als 1000 Meter Tiefe aus dem Jahr 1952 werden erstmals ausgestellt. Die Eröffnung dieser Ausstellung durch Alexander K. Ammer wurde als TV-Beitrag in den ARD-Tagesthemen vom 17. Juni 2023 bundesweit gewürdigt.

## Engagement
Im Jahr 2013 gründete Alexander K. Ammer den gemeinnützigen Verein „Münchens Bier Erlebnis und Museum e. V.“ und engagiert sich als 1. Vorsitzender. Ziel des Vereins MBEM e.V. ist Planung und Aufbau einer „Bier Erlebnis Welt“ in München, nach Vorbildern der BMW-Welt, der Guinness Storehouse in Dublin oder des „Titanic Belfast Museums“ in Nordirland.
Der Verein MBEM e.V. hat ein Erlebnis-Konzept für eine Bier-Welt entworfen: Kernpunkt bildet „das Thema Bier mit allen Sinnen erfahren“. Ein Erlebniszentrum „nicht nur für Touristen (...), sondern als Treffpunkt für Münchner und das Bierwesen“.

## Filme
- 1991: Über Giesing (16 mm, schwarz-weiß, 35 Minuten)[31][32]
- 1992: Natur im Todesstreifen/Management für die Natur (TV-Reportage, 28 Minuten)[33]
- 1994: Im Land des Raben (deutsche Version), Originalfassung Englisch: Land of the Raven (35 mm, Farbe, 65 Minuten)[33]

## Auszeichnungen (Auswahl)
- 1991: Prädikat „besonders wertvoll“ für Über Giesing
- 1992: Filmförderpreis der Stadt München[34]
- 1992: Preis der Kulturstiftung der Stadtsparkasse München, Dok.fest München für Über Giesing[35]
- 1993: Filmfestival Oberhausen,[36] DGB-Filmpreis für Über Giesing
- 1996: Prädikat „wertvoll“ für Im Land des Raben (Land of the Raven)
- 2009: Global CC.Shop Achievement Award: „Strengthening Global-India consulting relationship“, Mumbai, India

## Ausstellungen und Publikationen
- 2002: Ausstellung: „Ein Fotograf wird entdeckt: Albert Ammer“, Museum für Angewandte Kunst, Gera
- 2004: Sachbuch: "Die Struktur der Veränderung - Consulting Services Zentral-Europa" (Redaktion)
- 2013: Ausstellung: „Die DDR zwischen Repression und Wirklichkeit“, Bilder zum 17. Juni 1953 aus Halle (S.) von Albert Ammer, Eröffnung im Abgeordnetenhaus des Landes Berlin
- 2021: Sachbuch: „Ihr Karrierestern“, Ratgeber, ISBN 9798764503738
- 2022: Guide book: „Your Career Star“, ISBN 9798366017169
- 2023: Podcast: „Die Bilder aus Halle“, MDR-Podcast zum 17. Juni 2023
- 2023: Treppen-Beklebung in Halle (S.) mit einer Aufnahme von Albert Ammer vom 17. Juni 1953[3][5]
- 2023: ZDF Terra-X „Kampf um die Freiheit“, Würdigung der Rolle der Filmaufnahmen vom 17. Juni 1953 in Halle (S.) von Albert Ammer
- 2023: ARD-History "Aufstand der Frauen", Filmaufnahmen am 17. Juni 1953 in Halle und die Rolle der Filmassistentin[2]
- 2023: Ausstellung: „Zwischen den Welten: Fotograf und Kameramann Albert Ammer“, Gedenkstätte Roter Ochse, Halle (Saale)
- 2023: Roman in zwei Teilen: „Fotos eines Odysseus 1916-1944“ (Alberts Bilder bleiben Band I), ISBN 9798357952158
- 2023: Roman in zwei Teilen: „Filme für Freiheit“ (Alberts Bilder bleiben Band II), ISBN 9798358171640
- 2023: Historischer Roman: „Alberts Bilder bleiben 1916-1959“, ISBN 9798390481882

## Rezeption
Dokumentarfilm „Über Giesing“ (1991):
„Kaum ein Film in Oberhausen kam der deutschen Realität auf so unspektakuläre und menschenfreundliche Weise nahe“
„…gerade wegen seiner sichtbaren Verweigerung des vom Fernsehen her gewohnten Tons und Stils ein angenehmes Stück Kino“
„Ein subversiver Heimatfilm“ (Gudrun Geyer)
„Das Ganze: geradezu „Bilder einer Ausstellung“ – und der (immer wieder eingeblendet) von Haus zu Haus fahrende Schornsteinfeger lässt an Mussorgskis Promenade-Thema denken. Kurzum: eine preiswürdige Arbeit“.
„Der Film ist zeitlos: Nach genau 30 Jahren sind alle Themen so aktuell wie 1991: Geflüchtete, Obdachlose und Mietwucher mit alten Leuten, die auf diese Weise ihre Heimat im Viertel verlieren.“
Dokumentarfilm „Natur im Todesstreifen“ (1992):
"Mit der Vereinigung ging ein "Paradies" verloren. Zumindest für seltene und bedrohte Tiere und Pflanzen bedeutete der Todesstreifen ein geschütztes Reservat. Überall lauert Gefahr für die Natur durch die plötzliche Anwesenheit der Menschen."
Dokumentarfilm „Land of the Raven“ (1996):
"Ammer und sein Kameramann Schadt schildern in dieser Dokumentation am Beispiel der kanadischen Stadt Vancouver, welche Konsequenzen es für ein Land hat, wenn es vom Fortschritt überrollt wird"
„…very interesting and well-photographed“ (John Landis).
Roman „Alberts Bilder bleiben“ (2023):
„… folgt den Spuren deutscher und europäischer Geschichte vom ländlichen Thüringen durch den Weltkrieg in Italien, Griechenland und Frankreich. Er schildert wie Albert Ammer den Aufbau der DDR filmisch und die Stunden des 17. Juni 1953 in Halle festhält“.
Ausstellung „Zwischen den Welten“ (2023)
„Dem Schrei nach Freiheit ein Gesicht gegeben“.